# SGS Microelettronica
SGS Microelettronica fue una empresa italiana de fabricación de semiconductores. Surgió de la fusión realizada por el gobierno italiano entre SGS (Società Generale Semiconduttori) y ATES (Aziende Tecniche Elettroniche del Sud). En el momento de la fusión en 1972 tomó el nombre de SGS-ATES y más adelante en 1985 se cambió el nombre a SGS Microelettronica. Estaba bajo el control de la empresa pública STET (Società Finanziara Telefonica). En 1987 se fusionó con Thomson Semiconducteurs (a excepción de la parte de tecnología militar), propiedad del gobierno francés a través de Thomson, tomando el nombre de SGS-Thomson Microelectronics y más adelante STMicroelectronics.

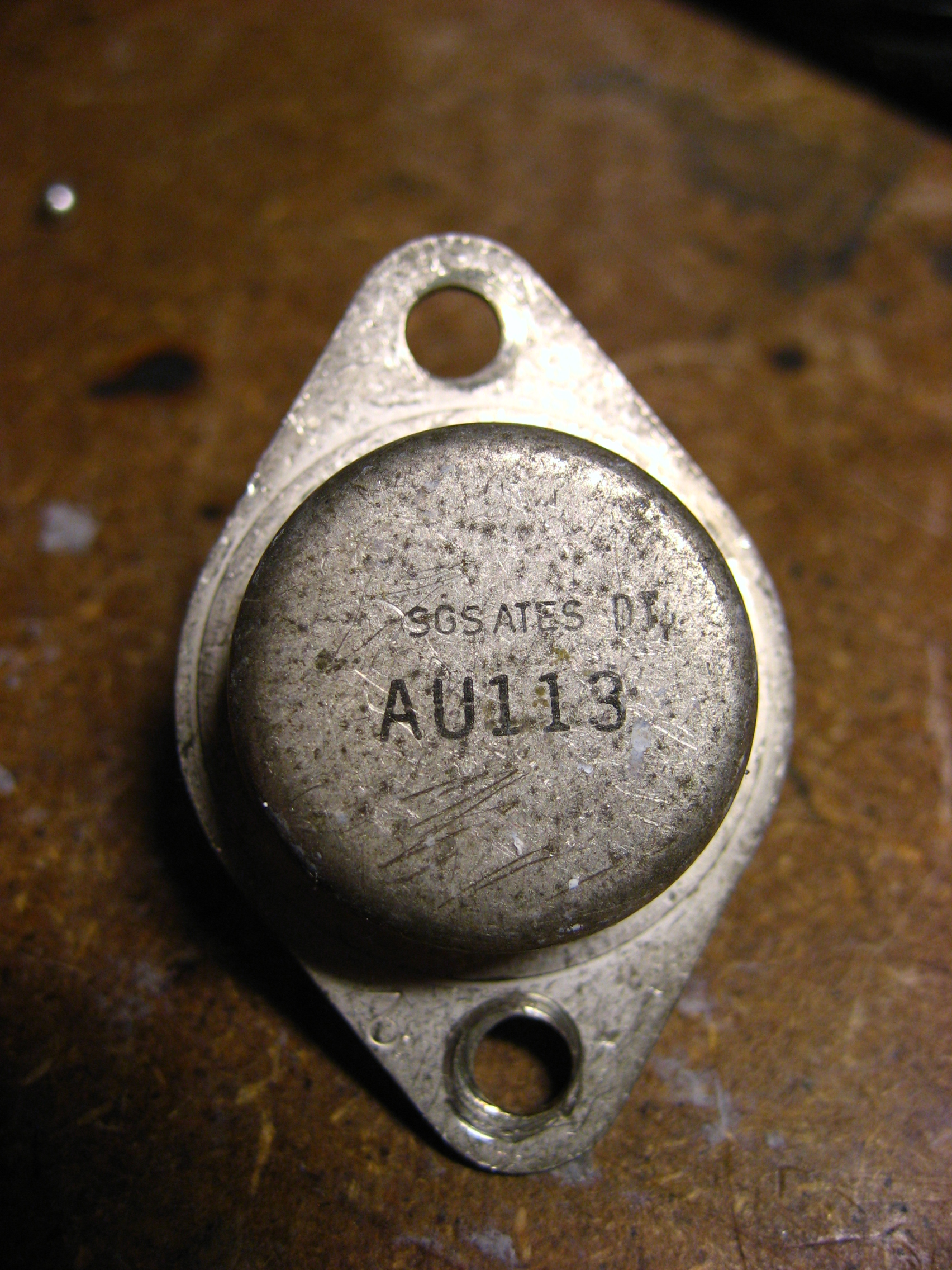
Transistor de germanio fabricado por SGS-ATES

## Inicios
En 1971 el gobierno italiano, mediante la empresa pública STET (Società Finanziara Telefonica), compró el 60% de la empresa también italiana SGS (Società Generale Semiconduttori) dados sus problemas económicos y la posibilidad de que fuera comprada por la estadounidense Motorola. Un año más tarde, en 1972, la fusionó con la empresa también pública ATES (originalmente Aquila Tubi Elettronici e Semiconduttori y a partir de 1961 Aziende Tecniche Elettroniche del Sud).

## Circuitos Integrados

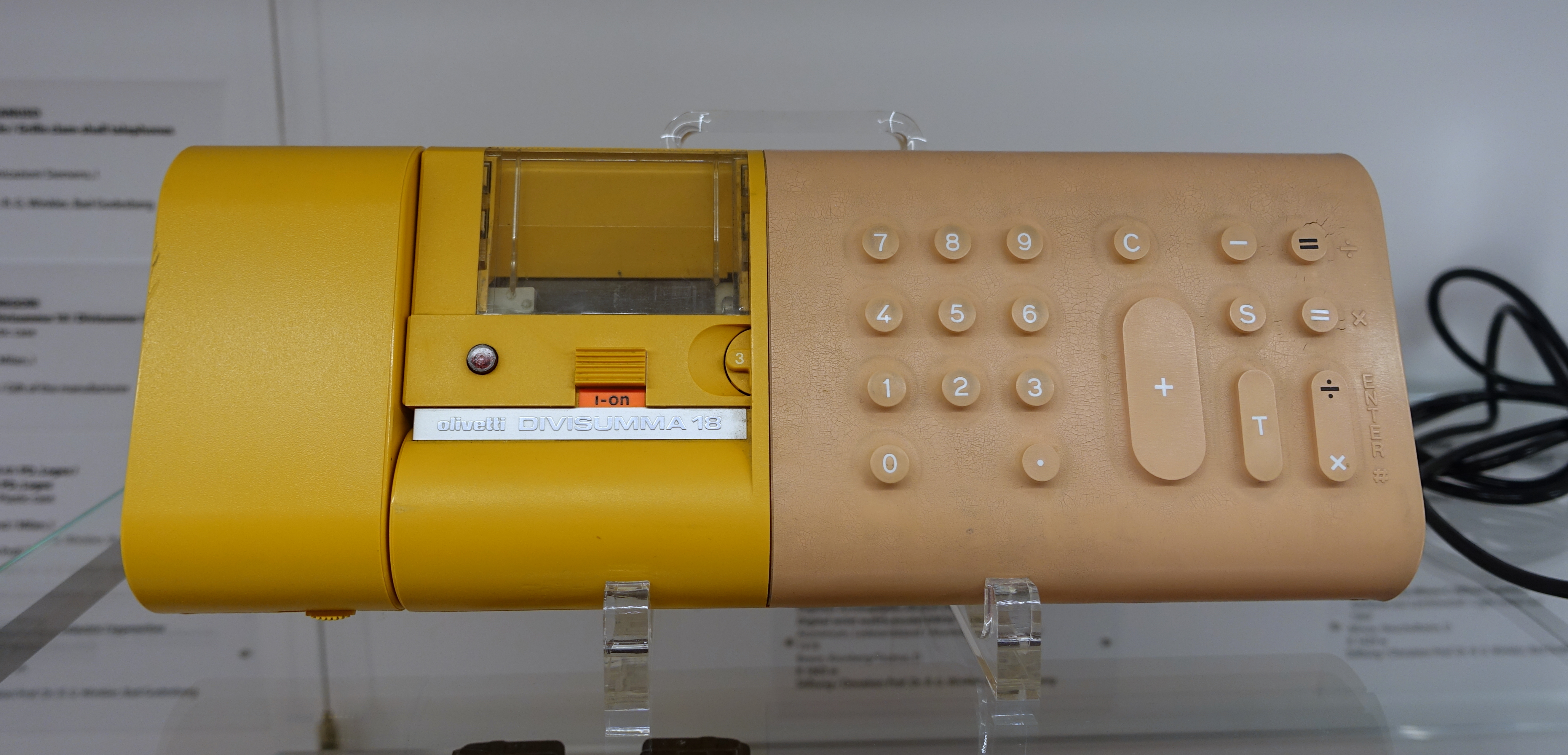
Calculadora Olivetti Divisumma 18 con circuitos integrados de SGS

Tenían un amplio catálogo de circuitos integrados lineales como reguladores de voltaje, moduladores, amplificadores o comparadores y digitales como puertas lógicas, multivibradores, monoestables, biestables, inversores, registros de desplazamiento, decodificadores, sumadores, memorias, multiplexores, contadores o serie 7400 con tecnologías RTL, DTL, TTL y MOS. Los circuitos integrados 2051A y 2052B fueron usados en la calculadora Olivetti Divisumma 18.

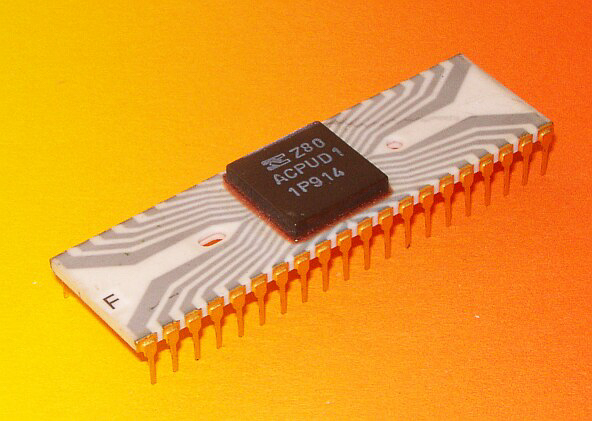
Procesador Zilog Z80A fabricado por SGS-ATES

## Microprocesadores y microcontroladores

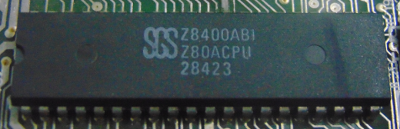
Segunda fuente del procesador Zilog Z80A fabricado por SGS Microelettronica con el nombre Z8400AB1

En 1977 llegaron a acuerdos con Zilog, Fairchild Semiconductor y General Instrument para fabricar los procesadores Zilog Z80 / Z8000, Fairchild F8 y GI LP8000. Además fabricaba los microcontroladores Zilog Z8. Algunas unidades de ordenadores como el Olivetti M20 llevaban procesadores Zilog fabricados por SGS.

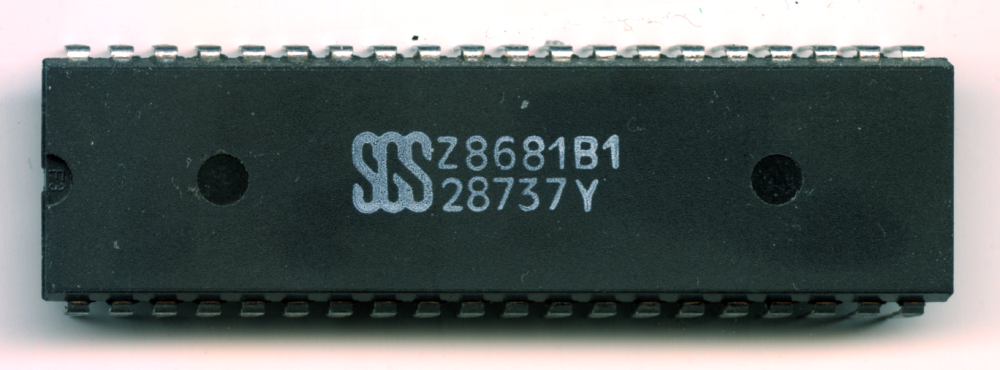
Microcontrolador Zilog Z8 fabricado por SGS

También fabricaron algunas microcomputadoras como por ejemplo Samson o una serie de ordenadores de pruebas llamados Nanocomputer Training System NBZ80 que utilizaban procesadores Zilog Z80.

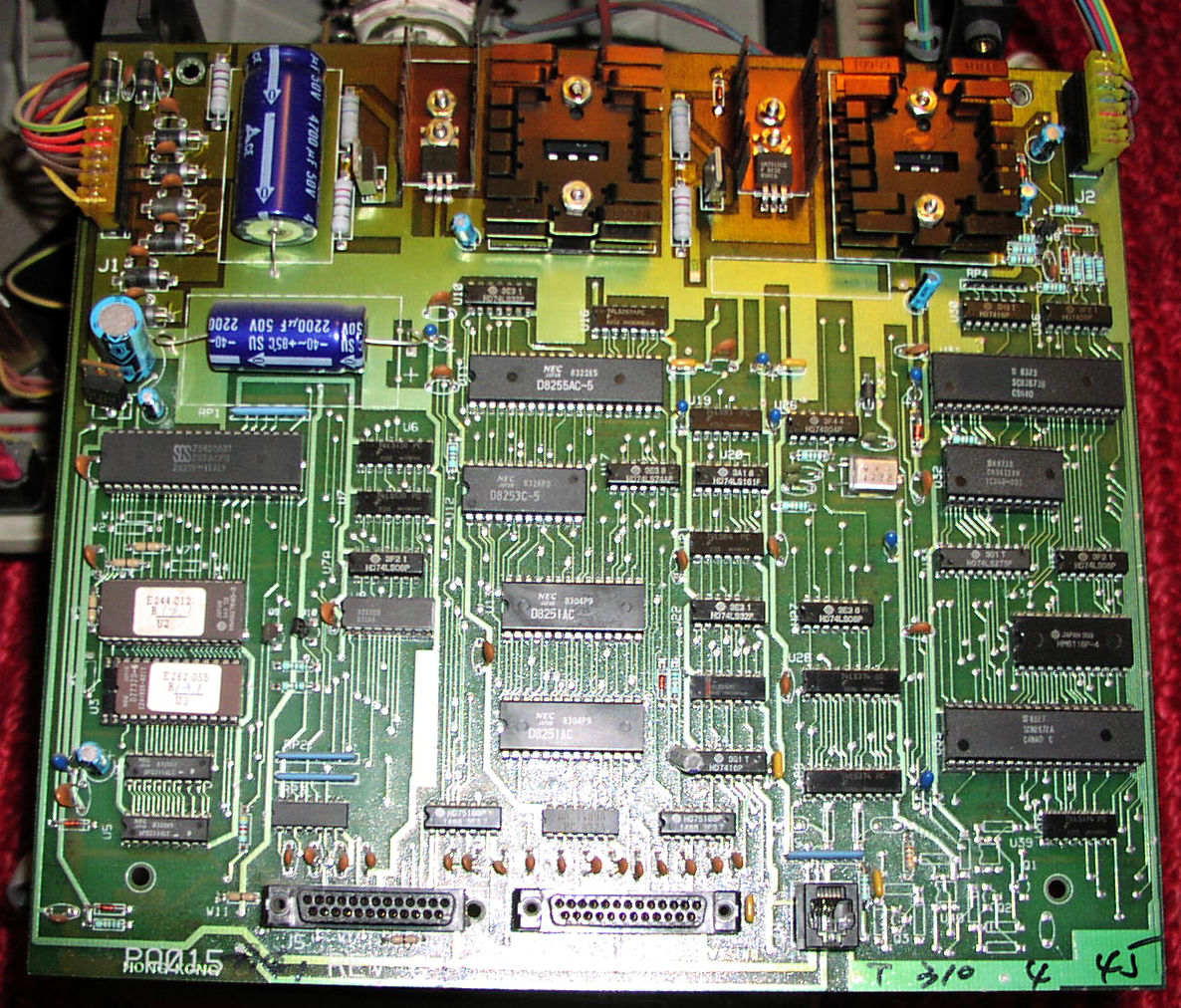
Placa base de ordenador Visual 50 con microprocesador SGS Z8400AB1, segunda fuente de Zilog Z80A

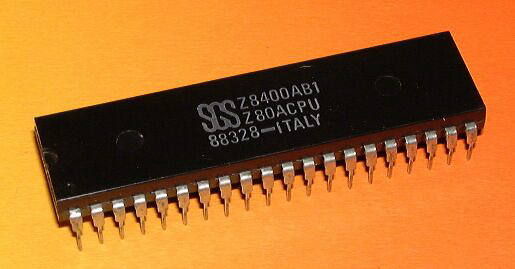
Microprocesador SGS Z8400AB1, clon de Zilog Z80A

## Reestructuración y fusión con Thomson Semiconducteurs
En 1980 la empresa seguía perdiendo dinero y decidieron buscar un nuevo presidente que hiciera rentable la empresa. En concreto buscaban a un italiano que viviera en Estados Unidos y que fuera vicepresidente de una empresa de semiconductores. La persona que mejor cumplía estos requisitos era Pasquale Pistorio, en aquel momento vicepresidente de la división internacional de semiconductores de Motorola. A pesar de la mala situación de la empresa y de que el sueldo fuera más bajo aceptó el puesto. Después de hacer una reestructuración y aumentar la inversión en investigación y desarrollo consiguió que en 1983 la empresa fuera rentable. Aun así la empresa tenía deudas y un tamaño demasiado pequeño para competir internacionalmente, por lo que en 1987 se fusionó con Thomson Semiconducteurs, la rama de semiconductores de  Thomson, que tenía problemas similares. La empresa resultante tomó primero el nombre de SGS-Thomson y más adelante STMicroelectronics. Después de una reestructuración y salir a bolsa en 1994 llegaron a ser una de las cinco empresas más importantes del sector.